# Typhlotanais pulcher
Typhlotanais pulcher är en kräftdjursart som beskrevs av Hansen 1913. Typhlotanais pulcher ingår i släktet Typhlotanais och familjen Nototanaidae. Inga underarter finns listade i Catalogue of Life.